# Овернь (герцогство)
Ге́рцогство Ове́рнь (фр. duché d'Auvergne) — герцогство-пэрство во Франции, образованное из бывшей королевской территории Овернь, конфискованной королём Филиппом II Августом в 1209 году у графа Оверни Ги II Овернского. В 1225 году территория будущего герцогства Овернского с титулом графа была дана королём Людовиком VIII Львом своему сыну Альфонсу Пуатье, после смерти которого вернулась в состав королевского домена.
В 1360 году король Иоанн II Добрый создал для своего третьего сына Жана Беррийского герцогство Овернь. После его смерти герцогство посредством брака перешло к герцогам де Бурбон. После смерти в 1503 году герцога Пьера I права его дочери Сюзанны на наследство были оспорены знаменитым коннетаблем Карлом Бурбоном, графом де Монпансье. Желая помирить обе стороны, Людовик XII соединил их браком.
За то, что Карл вступил в союз с императором Карлом V, его владения были конфискованы в 1523 году королём Франциском I. Позже наследство Сюзанны де Бурбон, умершей бездетной, было оспорено Луизой Савойской, матерью короля Франциска I, как самой ближайшей родственницей покойной (она была дочерью Маргариты де Бурбон и внучкой Карла I Бурбонского и приходилась Сюзанне двоюродной сестрой). Герцогство Овернь в 1527 году было передано ей Франциском I вместе с герцогствами Беррийским, Немурским и Ангулемским. После её смерти герцогство было присоединено к королевскому домену.
Позже титул герцога Овернского носил до вступления на престол будущий король Франции Карл X.

## Герцоги Овернские
- 1225—1271: Альфонс де Пуатье (1220—1271), граф Овернский с 1225, граф Пуатье и Тулузы
- 1360—1416: Жан I Скупой (1340—1416), герцог Овернский с 1360, герцог Беррийский
- 1416—1434: Мария I Беррийская (1375—1434), герцогиня Овернская с 1416, дочь предыдущего.
1-й муж: с 1386 Людовик III де Шатильон (ум. 1391), граф Дюнуа;
2-й муж: с 1392 Филипп I д’Артуа (1358—1397), граф д'Э;
3-й муж: с 1401 Жан I (1381—1434), герцог Бурбонский, герцог Оверни с 1416 (Жан II) по праву жены
- 1434—1464: Карл I (1401—1465), герцог Овернский и Бурбонский с 1434, сын предыдущей и Жана I де Бурбон.
- 1464—1488: Жан III Добрый (1426—1488), герцог Овернский и Бурбонский с 1465, сын предыдущего.
- 1488: Карл II (1433—1488), герцог Овернский и Бурбонский с 1488, брат предыдущего.
- 1488—1503: Петр I де Божё (1439—1503), герцог Овернский и Бурбонский с 1488, брат предыдущего.
- 1503—1521: Сюзанна I (1491—1521), герцогиня Овернская и Бурбонская с 1503, дочь предыдущего.
- 1505—1523: Карл III Коннетабль (1490—1527), герцог Овернский и Бурбонский в 1505—1523, граф де Монпансье и дофин Оверни, муж предыдущей.
- 1527—1531: Луиза I Савойская (1476—1531), герцогиня Овернская, Беррийская, Немурская, Анжуйская, Бурбонская, Туреньская и Ангулемская с 1527, двоюродная сестра Сюзанны.
- 1562—1569: Екатерина Медичи (1519—1589), герцогиня Овернская с 1562.
- 1569—1574: Генрих I (1551—1589), герцог Овернский в 1569—1574, впоследствии король Генрих III.
- 1577—1592: Елизавета I Австрийская (1554—1592), герцогиня Овернская с 1577.
- 1592—1601: Луиза II Лотарингская (1553—1601), герцогиня Овернская с 1592.

## Титулярные герцоги
- 1757—1824: Карл IV (1757—1836), герцог Овернский в 1757—1824, впоследствии — король Франции под именем Карл X.